# Сельское поселение Красная Поляна
Сельское поселение Красная Поляна — муниципальное образование в Пестравском районе Самарской области.
Административный центр — село Красная Поляна.

## Административное устройство
В состав сельского поселения Красная Поляна входят:
- посёлок Вольно-Пролетарский,
- посёлок Воронцовский,
- село Идакра,
- село Красная Поляна.